# Yūsuke Izaki
Yūsuke Izaki (いざき ゆうすけ) (Osaka, 17 maggio 1984) è un attore e cantante giapponese.
Ex membro del gruppo musicale J-pop Flame, Yûsuke Izaki ha debuttato nel 2004 nel film Devilman, ispirato all'omonimo manga, in cui interpreta il personaggio di Ryo Asuka. In seguito ha anche recitato in Crows Zero (2007) e Crows Zero II (2009).
Izaki ha un fratello gemello, Hisato Izaki, anch'egli attore ed ex membro dei Flame.